# Charles Mawhood
El tinent coronel Charles Mawhood va ser un dels comandants britànics en la Guerra d'Independència dels Estats Units. Va participar en la batalla de Trenton i en la batalla de Princeton.